# Neuroleon (Neuroleon) socotranus
Neuroleon (Neuroleon) socotranus is een insect uit de familie van de mierenleeuwen (Myrmeleontidae), die tot de orde netvleugeligen (Neuroptera) behoort. 
Neuroleon (Neuroleon) socotranus is voor het eerst wetenschappelijk beschreven door E. O. Taschenberg in 1883.